# جان هاستینگز
جان هاستینگز (انگلیسی: John Hastings؛ زادهٔ ۴ نوامبر ۱۹۸۵) بازیکن کریکت اهل استرالیا است.